# Importación paralela de videojuegos
La importación paralela de videojuegos es una práctica de los videjugadores o gamers para jugar videojuegos hechos en otros países que no se consiguen localmente o prefieren jugarlos tal como fueron lanzados en el país de origen, la mayoría son de Japón.

## Razones para importar
- Gran selección de títulos.Una gran parte de los juegos nunca se lanzaron fuera de Japón. Esto es especialmente cierto en las novelas visuales, o muchos juegos basados en anime con licencia y series de televisión en directo, donde muy pocos títulos han tenido versiones en el extranjero. Aquellos que estén interesados en estos juegos, pero no viven en Japón solo se puede disfrutar de ellos a través de la importación.[1][2] Esto también aplica a los europeos que quieren videojuegos de Estados Unidos, así como una amplia colección selección de títulos en Inglés. Japón no es la única región para importar videojuegos pero sí el más común.

- Asuntos de localización. Muchos importadores gamers no quieren diálogos editados, nombres cambiados, doblados, o por cuestión de censura de contenido, u otros cambios similares que aparecen ediciones editadas.[3]

- Valor de coleccionista. A veces un fan devoto de una serie que es lanzada en su región local comprará la copia local y la japonesa.[3] A veces esto también es hecho por impresiones o versiones premium box, donde son más comunes los lanzamientos japoneses que los de otras regiones e incluyen contenido extra.[1]

- Factor de Idioma.Importar videojuegos es una práctica común entre estudiantes de idioma que quieren mejorar su nivel, así como también para los japoneses nativos que no viven en Japón. Esto ocasionalmente es hecho con juegos en otros idiomas, aunque menos común. Algunos no estudiantes quienes importan juegos (Inglés y Japonés) son capaces de jugar esos juegos.

- Lanzamiento Anticipado. Algunos no quieren esperar a que el juego sea lanzado localmente, e importan copias japonesas para obtener el juego pronto.[1][3] Esto es muy común en países como el Reino Unido y Australia donde los títulos salen después que en Estados Unidos. Esto a veces también se hace con las consolas, como cuando se compra anticipadamente la PSP.

- Razones Financieras. Debido a los altos precios de lanzamientos, es frecuenta comprar las versiones japonesas que ya pasaron por la etapa de estreno. Además variaciones en las tasas de cambio, y la demanda internacional de videojuegos, se puede ahorrar dinero al importar los juegos que comprarlos localmente. Aun con los costos de importación e impuestos.[1] Esto es también verdad para el mercado de juegos que importan juegos que son más baratos que los locales. Sin embargo con el valor del euro, los nuevos juegos son 40% más caros que las ediciones europeas locales. La disparidad de precio es similar al de Estados Unidos y Japón.[1]

- Asuntos técnicos.[3] Los juegos de Estados Unidos y Japón se desarrollan en televisión NTSC (480 líneas, 60 Hz), en Europa es PAL (576 líneas, 50 Hz)(excepto Francia) requiere cambios al código fuente de los juegos. Mientras que algunos se reescriben en consecuencia, algunos no (o solo parcialmente). Los temas incluyen barras de color negro en la parte superior e inferior de la imagen para compensar las 96 líneas que faltan, lo que resulta en una imagen distorsionada. Debido a la tasa de refresco diferentes, algunos juegos PAL son cerca de 17% más lento que su contraparte NTSC. Un ejemplo famoso sería toda la línea de SquareEnix en los sistemas de Sony, así como otros juegos de rol de marca distinta. Los usuarios a menudo pueden anular estos efectos mediante la aplicación de su propio software o modificaciones de hardware para su instalación (lo que obliga a que el software PAL de nuevo en su resolución nativa 480i/60 Hz), pero esto puede estar fuera del alcance de algunos usuarios, lo que potencialmente podría invalidar la garantía del sistema (como la apertura de las máquinas más antiguas a cartucho era necesario para obligar a 60 Hz), y en algunos casos podría interrumpir "optimizaciones PAL" que el codificador aplicado (como el vídeo PAL-576i optimizado o pantallas de menú - aun cuando el juego en sí no era PAL-optimizado). Otro factor a considerar es que algunas funciones están intrínsecamente con el software incluido en algunos territorios (como la opción de 480p en NTSC consolas de Nintendo GameCube), pero no en otros. Como hardware HDTV se está extendiendo sin embargo, los juegos para la Xbox 360 y PlayStation 3 son típicamente siendo programado en 720p o 1080p (que son estándar en todos los territorios), eliminando así el obstáculo de televisión especificaciones técnicas. También - a partir de la Dreamcast - la mayoría del software en los territorios PAL incluye la opción de jugar de software PAL en su formato original 480i/60 Hz.

## Dificultades al importar
Muchas característica de las consolas de juego tienen diversos grados de bloqueo regional para disuadir a la importación. Sin embargo, determinados individuos encuentran maneras de disfrutar de su afición. Algunos japoneses compran (o no nacionales) las consolas de juego para evitar la necesidad de luchar con los métodos de protección (aunque generalmente no son capaces de jugar juegos locales, en el caso de que el usuario desea jugar ambos sin modchips), mientras que otros prefieren tener modchips instalado en el interior de sus máquinas. Hay todavía otros que prefieren los métodos alteración no permanentes, tales como discos de arranque, GameSharks, trucos de intercambio, convertidores u otros métodos. Algunos juegos de importación de compra solo para regiones libre de consolas.

Voltaje en regiones

Además, los grados de energía del país de origen de la consola podría entrar en la imagen. Algunos países del Pacífico utilizar una alimentación 240 V 60 Hz y la mayor parte de Asia, los países europeos y africanos funcionan con una alimentación 230 V 50 Hz, mientras que Japón utiliza una alimentación 100V 50/60 Hz y los EE. UU. utiliza una alimentación de 110V 60Hz. Estos factores suelen superar con el uso de un paso hacia abajo (o step-up) del transformador, si la fuente de alimentación de la consola está integrada en la propia consola, o un bloque de reemplazo de alimentación / cargador si la fuente de alimentación de la consola viene de un bloque de alimentación de CA a CC / cargador.
El sistema de televisión del país de origen de la consola también podría entrar en la imagen. Incluso si un problema de alimentación de la consola se resuelve a través de un transformador / bloque de poder en el país del importador, el sistema de TV puede ser incompatible. Por ejemplo, si la consola es una máquina PAL, produciría imágenes rodantes o no hay color cuando se conecta a una pantalla NTSC. Los Mayores sistemas utilizan la salida de RF también producirá un fuerte zumbido, blanco o sin sonido, además de los problemas de imagen mencionadas anteriormente, cuando se enchufan. Aunque este problema no afecta a los importadores estadounidenses llevar los juegos japoneses de consolas y viceversa (debido a que ambos utilizan NTSC), los importadores en los países en consolas PAL, para traer desde los EE. UU. o Japón y viceversa enfrentar este tema con regularidad. Un par de maneras de evitar este problema existe, así:
El uso de un televisor en todo el mundo multi-configuración del sistema (aunque la mayoría de los televisores PAL modernos soportan PAL y NTSC de entrada)
- El uso de un sistema convertidor que convierte la consola en concreto el sistema de salida al sistema importador de la TV de nativos, o un convertidor de sistema multipropósito
- Importación de pantalla compatible con la consola.

Además, en una consola con chip modificado, algunos juegos pueden ser obligados a presentar gráficos en un sistema con diferentes trucos de dispositivos.